# Eugène Charles Marie des Essarts
Eugène Charles Marie des Essarts est un homme politique français né le 4 mai 1802 à Longueville (Manche) et décédé le 26 novembre 1869 à Caen (Calvados).
Magistrat, il est procureur du roi à Coutances, à Bayeux, puis substitut général à Caen. Il est ensuite conseiller à la Cour d'Appel de Caen. Il est député de la Manche de 1848 à 1849, siégeant avec les républicains modérés du parti du général Cavaignac. Battu en 1849, il reprend sa carrière de magistrat qu'il termine comme président de chambre à la cour d'Appel de Caen.

## Sources
- « Eugène Charles Marie des Essarts », dans Adolphe Robert et Gaston Cougny, Dictionnaire des parlementaires français, Edgar Bourloton, 1889-1891 [détail de l’édition]